# Sony Music Australia
Pour les articles homonymes, voir Sony (homonymie).
Sony Music Entertainment Australia (SMEA) est le label prédominant exploité par la société mère américaine Sony Music Entertainment en Australie. SMEA a également auparavant publié et distribué des jeux vidéo en Australie et en Nouvelle-Zélande pour le compte de Sony Imagesoft et Sony Electronic Publishing Europe jusqu'en 1995.

## Artistes actuels
- A.D.K.O.B
- Adam Harvey
- Amy Shark
- The Belligerents
- Billy Davis
- Carmouflage Rose
- Clews
- Conrad Sewell
- Cosmo's Midnight
- Cyrus Villanueva (X Factor winner, 2015)
- Darling Brando
- Daryl Braithwaite (also contracted to Columbia Records)
- David Campbell
- Delta Goodrem (also contracted to Columbia Records)
- DNA Songs
- Drapht
- Elk Road
- Emalia
- Finding Faith
- Gang of Youths
- Georgie Mae
- Graace
- Guy Sebastian (Australian Idol winner, 2003)
- Happiness Is Wealth
- Hollow Coves
- Holy Holy
- Human Nature
- Illy
- Isaiah Firebrace
- Jai Waetford (X Factor third place, 2013)
- Jess & Matt (X Factor third place, 2015)
- Jessica Mauboy (Australian Idol runner-up, 2006)
- Joe Moore
- John Farnham
- Josh Pyke
- Karnivool
- Kira Puru
- Kota Banks
- Lah-Lah
- LDRU
- Maddy Jane
- Mark Vincent (Australia's Got Talent winner, 2009)
- Midnight Oil
- Mike Waters
- Montaigne
- Natalie Bassingthwaighte
- Northeast Party House
- O'Shea
- The Paper Kites
- Peking Duk
- Pete Murray
- Peter Garrett
- Pinkish Blu
- Rival Fire
- Robinson
- Roland Tings
- Ruel
- RÜFÜS
- Samantha Jade (X Factor winner, 2012)
- Tash Sultana
- Tayla Mae
- Tim Wheatley
- Tones and I
- Triple One
- The Vanns
- The Veronicas

Source:  

## Anciens artistes
- The 1975 (under licence from Dirty Hit)
- Akouo
- Alexander Biggs
- Altiyan Childs (X Factor winner, 2010)
- Amy Meredith
- Amy Pearson (Peppermint Blue/Columbia)
- Anise K
- Anthony Callea (Australian Idol runner-up, 2004)
- Ashley Burke (2013)
- Augie March
- Australia's Got Talent (2007-2013)
- Australian Idol (2003–2009)
- Axle Whitehead
- The X Factor Australia (2011-2017)
- Beau Ryan
- Bella Ferraro (X Factor fourth place, 2012)
- Bonnie Anderson (Australia's Got Talent winner, 2007)
- Brooke Fraser
- Brothers3 (X Factor third place, 2014)
- Carmada
- Casey Donovan (Australian Idol winner, 2004)
- Kate Ceberano
- Cassie Davis
- Chris Rose
- Channel Seven personalities and shows
- Cold Clinical Love
- Coldrain
- The Collective (X Factor third place, 2012)
- Cousin Tony's Brand New Firebird
- Dami Im (X Factor winner, 2013)
- Damien Leith (Australian Idol season 4 winner)
- Dean Ray (X Factor runner-up, 2014)
- Dewayne Everettsmith
- Didier Cohen
- Emily Williams (Australian Idol runner-up, 2005)
- Georgia Perry
- Geri Halliwell
- Glass Towers
- Helena
- Hi-5
- Halycon Drive
- Hazlett
- Hoodoo Gurus
- Jack Vidgen (Australia's Got Talent winner, 2011)
- Jackie Onassis
- Jackson McLaren
- The Janoskians
- Jason Owen (X Factor runner-up, 2012)
- Jezzabell Doran
- Johnny Ruffo (X Factor third place, 2011)
- Jordan Jansen
- JOY
- Justice Crew (Australia's Got Talent winners 2010)
- Kate DeAraugo (Australian Idol winner, 2005)
- Kate Miller-Heidke
- Katie Noonan
- Kaz James
- Kids of 88
- Krill
- Kyle Bielfield
- Leony
- Little Sea
- Lovers Electric
- The Lulu Raes
- M4sonic
- Marcus Santoro
- Marlisa Punzalan (X Factor winner, 2014)
- Matthew Hardy
- Max & Bianca
- Michael Paynter
- Miracle
- Missy Lancaster
- Mr. Little Jeans
- Mutemath
- Natalie Gauci (Australian Idol winner, 2007)
- Nathaniel Willemse (X Factor finalist, 2012)
- Neighbours (1989-2011)
- Network Ten (1989-2011)
- Old Man River
- Olivia Newton-John
- Paulini (Australian Idol fourth place, 2003)
- The Prodigy (1992-2004; licensed from XL Recordings)
- Tim Freedman
- Rachael Beck
- Reece Mastin (X Factor winner, 2011)
- Reigan Derry (X Factor fourth place, 2014)
- Rogue Traders
- Scarlett Belle
- Stan Walker (Australian Idol winner, 2009)
- Taylor Henderson (X Factor runner up, 2013)
- Shannon Noll (Australian Idol runner-up, 2003)
- Skybombers
- Small Mercies
- So Fresh compilation albums (previously joint with Universal Music Australia)
- Smoothfm compilation albums
- So You Think You Can Dance Australia (2008–2010)
- Straalen McCallum
- Syndicate
- The Ten Tenors
- Third Degree (X Factor fourth place, 2013)
- Tim Omaji (Australia's Got Talent third place, 2011)
- Tonight Alive
- The Vines
- Wes Carr (Australian Idol winner, 2008)
- The Wiggles
- Young Divas
- Young Men Society (X Factor finalist, 2011)
- Way of the Eagle
- Will Sparks